# Communale
Die Communale war eine weit über Heidelberg hinaus bekannte Wochenzeitung. Sie ging 1982 aus der monatlich erschienenen Heidelberger Rundschau  hervor, die als älteste alternative Wochenzeitung Deutschlands gilt.

## Geschichte
Gründungsmitglieder der Communale – Heidelberger Wochenzeitung waren die Journalisten Michael Berger, Andreas Bernsdorf, Emmanuel Bohn, Volker Hurrle, Mario Damolin und der Schriftsteller Michael Buselmeier. Als Träger fungierte der Verein Forum der Bürger Heidelberg. Publizistisches Vorbild war die TAZ, mit der man die Druckerei in Frankfurt teilte.

## Profil
Ziel der Communale – Heidelberger Wochenzeitung war es, der regen Universitätsstadt eine linke Gegenstimme zur konservativ geprägten Rhein-Neckar-Zeitung zu verschaffen, die bis heute eine Monopolstellung in Heidelberg hält. Ein Lieblingsgegner der Communale war der damalige Heidelberger Bürgermeister Reinhold Zundel.

## Erfolg
In Hoch-Zeiten schaffte die Communale eine Auflage von 4000 bis 5000 Exemplare und Journalisten wie Margarete Hasel, Wilhelm Pauli, Cornelia Girndt und Kai Henkel prägten das Blatt mit einer links-liberalen Stimme. Filmkritiken steuerten Verena Madtstedt, der Filmwissenschaftler Tim Bergfelder und der Regisseur Rainer Matsutani bei. Die Communale scheute sich nicht, das eigene grün-alternative Klientel hin und wieder mit undogmatischem Journalismus zu provozieren, was zu erbitterten Leserbriefen und sinkender Auflage führte.

## Ende
1988 zogen sich die Mäzenen, der Mannheimer Rechtsanwalt Hilmar Hoppe und dessen Ehefrau Marli Hoppe-Ritter, Miterbin des Schokoladenproduzenten Ritter Sport, von der Zeitung zurück, nachdem sie nicht mehr bereit waren, die demokratisch-gleichberechtigte Struktur der Redaktion zu tragen und gleichzeitig Geld in das defizitäre Projekt zu stecken. Damit war das Ende der Communale besiegelt.